# Sleepy Sleepers
Sleepy Sleepers var ett finskt pop/rock/punk band som var aktivt mellan 1975 och 1989. Bandets medlemmar var Sakke Järvenpää och Mato Valtonen. Dessa båda bildade senare gruppen Leningrad Cowboys.

## Album
- Sinulle äiti (1975)
- Livet I Bordell (1976)
- Takaisin Karjalaan (1977)
- Sleepy Sleepersin pahimmat (k) (1978)
- Holiday In New York '59 (1978)
- The Mopott Show (1979)
- Metsäratio (1980)
- Levyraati (1981)
- The Hevoset Ei julkaistu
- Julkusen Mulkku Ei julkaistu
- Sleepy Sleepers In The Rio (1982)
- Alma-tädin illuusio (1983)
- Chinese Nights (1983)
- Tohtori Pöhön aerobix (1984)
- Suomen poliisit (1984)
- Voikkaa ja huikkaa (1984)
- Sossu-possuilua Finlandiassa (1984)
- Vanhat killerit (k) (1985)
- Born In The S.A.V.O. (1985)
- Rock'y VI - pölkyllä päähän (1986)
- Sleepy Sleepers sings Matti ja Teppo (1987)
- Turakaisten paratiisi (1988)
- Sleepy Sleepers sings Elvis (1989)
- Pers'puolet (k) (1989)
- CBS-klassikot (k) (1989)